# Ferdinando Carulli
Ferdinando Carulli (Nápoles, Italia, 9 de febrero de 1770-París, Francia, 17 de febrero de 1841), fue un compositor y guitarrista italiano, considerado como uno de los mejores profesores de la historia de la guitarra. Muchas de sus más de cuatrocientas piezas se utilizan como métodos de aprendizaje y perfeccionamiento de las técnicas para manejar este instrumento.

## Biografía
Ferdinando Maria Meinrado Pascale Rosario Carulli  nació en Nápoles en 1770, en el seno de una familia acomodada. Como muchos jóvenes de la época aprendió la teoría musical con un sacerdote músico aficionado, siendo su primer instrumento el violonchelo. Pero cuando a la edad de 20 años descubrió la guitarra, abandonó el violonchelo y se dedicó por entero a dicho instrumento.
Por aquel entonces no existían auténticos profesores de guitarra en Nápoles, lo que le obligó a desarrollar su propio estilo y técnica. Con posterioridad él mismo publicaría su método, que ha permanecido hasta la actualidad como material didáctico de referencia para la guitarra.
Sus conciertos en Nápoles le dieron la suficiente popularidad para empezar las giras por el resto de Europa. Sobre 1801 Carulli se casó con la francesa Marie-Josephine Boyer, con quien tuvo su hijo Gustavo. Luego se trasladó a Milán, donde publicó algunas de sus obras.
Su enorme popularidad hizo que en 1808 se trasladara a París, donde permanecería el resto de sus días componiendo y ejerciendo el profesorado de guitarra. Falleció en esa ciudad el 17 de febrero de 1841.

## Su estancia en París
La primera mitad del siglo XIX experimentó un surgimiento del interés en la guitarra, fomentado por virtuosos que además de componer, desarrollaban "métodos" para los aspirantes. París, como centro para los aficionados a la guitarra atrajo luminarias tales como el madrileño Dionisio Aguado, el barcelonés Fernando Sor (quien también estuvo algún tiempo en Londres), el nacido en Francia Napoleón Coste, el florentino Matteo Carcassi y Carulli, quien se volvió el guitarrista más prominente de la ciudad -ocasionalmente rivalizando con Carcassi- hasta que en 1823 Fernando Sor, arribó a la capital francesa.

## Obras
Su éxito se basó en que fue el primer guitarrista que creó escuela y que utilizó este instrumento para ejecuciones artísticas. Asimismo trabajó con el guitarrero francés Lacote en el perfeccionamiento de la sonoridad del instrumento.
Entre sus muchos trabajos, el más famoso y que contiene muchas piezas de fácil ejecución es su método "Armonía Aplicada a la Guitarra" de 1825, una serie de piezas aplicadas a la enseñanza que todavía hoy son vigentes.
Su pieza musical para guitarra titulada Los tres días (1830), describe los días de la revolución de París de 1830.
Se destacan especialmente sus 3 conciertos para guitarra y orquesta, el Op. 8 en la mayor, el Op. 140 "Petit Concerto de Société" y el doble concierto para Flauta Guitarra y Orquesta.